# República de Zakopane
La República de Zakopane es refereix a un territori de Galítsia, centrat a la ciutat de Zakopane (avui al sud de Polònia), que va crear el seu propi parlament, l'"Organització Nacional", el 13 d'octubre de 1918. El propòsit principal d'aquest parlament era unir-se a un estat polonès independent.
El 30 d'octubre, la República de Zakopane va proclamar la seva independència d'Àustria-Hongria. Va ser annexada a la Polònia novament independent el 16 de novembre de 1918.
El president d'aquesta república va ser l'escriptor polonès Stefan Żeromski.